# Сельское поселение «Деревня Воробьёво»
Се́льское поселе́ние «Деревня Воробьёво» — муниципальное образование в Малоярославецком районе Калужской области Российской Федерации.
Административный центр — деревня Воробьёво.

## География
Расположено в 137 км. от Москвы, в 16 км. от г. Малоярославца, в 44 км. от г. Калуги в самом центре Малоярославецкого района.

## История
Статус и границы сельского поселения установлены Законом Калужской области от 28 декабря 2004 года № 7-ОЗ «Об установлении границ муниципальных образований, расположенных на территории административно-территориальных единиц "Бабынинский район", "Боровский район", "Дзержинский район", "Жиздринский район", "Жуковский район", "Износковский район", "Козельский район", "Малоярославецкий район", "Мосальский район", "Ферзиковский район", "Хвастовичский район", "Город Калуга", "Город Обнинск", и наделении их статусом городского поселения, сельского поселения, городского округа, муниципального района».
В 2015 году образован новый населённый пункт - деревня Исаково.

## Население
| 2010  | 2012  | 2013  | 2014  | 2015  | 2016  | 2017  |
| ----- | ----- | ----- | ----- | ----- | ----- | ----- |
| 1510  | ↘1471 | ↘1449 | ↘1418 | ↘1395 | ↘1381 | ↘1375 |
| 2018  | 2019  | 2020  | 2021  |       |       |       |
| ↗1406 | ↘1396 | ↗1495 | ↗1776 |       |       |       |

На 2010 год население поселения составляло 1527 человек, из них детей дошкольного возраста 111, школьного 243, пенсионеров 379, трудоспособное население составляло 851 человек.

## Состав сельского поселения
| № | Населённый пункт      | Тип населённого пункта          | Население |
| - | --------------------- | ------------------------------- | --------- |
| 1 | Алешково              | деревня                         | ↘49       |
| 2 | Большое Ноздрино      | деревня                         | ↗62       |
| 3 | Воробьёво             | деревня, административный центр | ↗532      |
| 4 | Гончаровка            | деревня                         | ↗119      |
| 5 | Исаково               | деревня                         |           |
| 6 | Караськово            | деревня                         | ↘6        |
| 7 | Малое Ноздрино        | деревня                         | ↗39       |
| 8 | Санаторий «Воробьево» | село                            | ↘615      |
| 9 | Степичево             | деревня                         | ↘88       |

## Общие сведения[3]
Сельскохозяйственные предприятия – 1
Предприятия торговли – 5
Общеобразовательное учреждение - 1: МОУ Спас-Суходревская средняя школа на 250 мест. Школа находится в д. Степичево, что в пяти километрах от административного центра поселения.
Учреждение дошкольного образования – 1: Ясли-сад «Солнышко», рассчитанный на 70 мест.
Учреждения здравоохранения – 2
Учреждения культуры – 3: Муниципальное учреждение культуры «Воробьевский центр досуга», Алешковская библиотека.
Спортивные объекты – 5
Санаторий «Воробьёво»
Отделение связи - 1: Алешковское почтовое отделение связи